# Medardo Arce
Pour les articles homonymes, voir Arce.
Aparicio Medardo Arce Burga, né le 16 janvier 1956 à Lambayeque et mort le 13 mars 2016 à Lima, est un entraîneur péruvien de football.

## Biographie
Surnommé El Brujo (« le sorcier »), Medardo Arce réalise l'essentiel de sa carrière avec des clubs de D3 péruvienne, surtout à partir des années 2010.
Il commence sa carrière comme adjoint de Sabino Bártoli à l'Atlético Torino, avant de débuter en première division, en 1986, à l'Asociación Deportiva Tarma (ADT). À la fin des années 1990, il entraîne l'Alcides Vigo en deuxième division, où ses bons résultats lui ouvrirent les portes de l'élite, Juan Aurich en 2001, puis Deportivo Wanka en 2002.
C'est au Juan Aurich qu'il fait parler de lui en faisant débuter en première division, le 19 mai 2001, un joueur de 13 ans, Fernando García (surnommé "Pizarrito"). Ce record allait pourtant être dépassé quelques années plus tard par Mauricio Baldivieso, un enfant bolivien ayant débuté en D1 à l'âge de 12 ans avec le Club Aurora.
Hospitalisé d'urgence le 5 mars 2016, il décède le 13 mars au soir des suites d'un accident vasculaire cérébral.

## Palmarès d'entraîneur
Alcides Vigo
- Championnat du Pérou D2 :
  - Vice-champion : 2000.